# Украинцы в Чехии
Украинцы в Чехии (укр. Українці в Чехії) — одна из крупнейших этнических общин на территории Чехии, которая сформировалась в течение нескольких исторических периодов.
По данным переписи населения, численность этнических украинцев — граждан Чехии составляет 194 833 человека. Большинство украинцев Чехии составляют иммигранты, получившие чешское гражданство в новейшее время, либо граждане Украины постоянно проживающие в этой стране, в связи с работой или учебой в ВУЗе. 

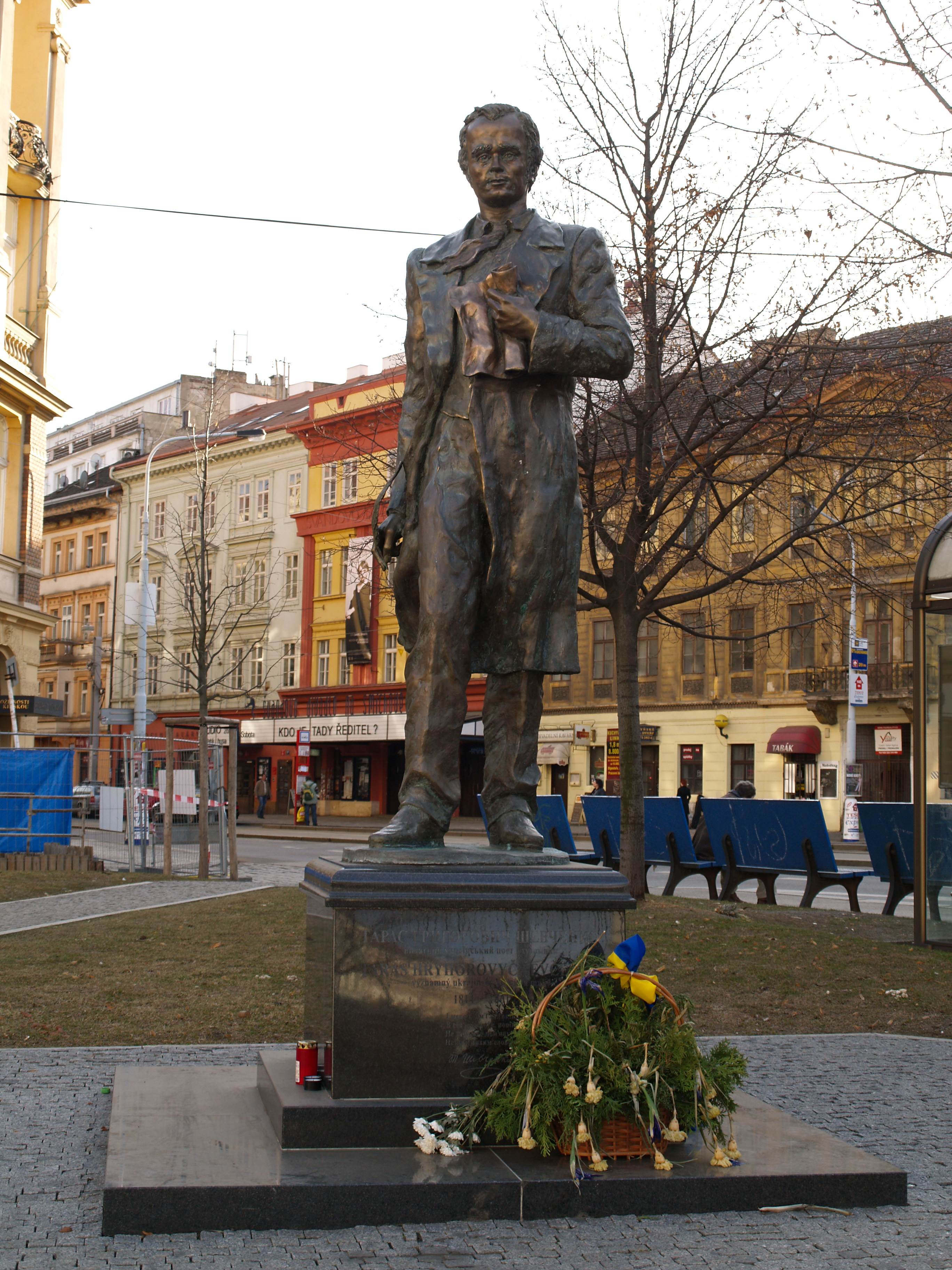
Памятник Т. Г. Шевченко в Праге на площади Кинских

Историческое присутствие украинцев на территории современной Чехии известно со времен Австро-Венгерской империи, в которую помимо чешской Моравии и Богемии входили также украинские Галиция, Буковина и Карпатская Украина.

## История украинской диаспоры
Процесс становления украинской диаспоры в Чешской Республике условно делится на четыре периода:
1. В период до 1917 года большинство эмигрантов составляли представители интеллигенции и студенты. Свое пребывание на чешской земле они рассматривали как хорошую возможность повысить образовательный уровень, получить работу, соответствующую уровню их профессиональной подготовки, разработать программы образования и развития независимого украинского государства.
2. Очередная «волна» украинской эмиграции приходится на начало 20-х годов прошлого века. Она связана с поражением в борьбе за независимую Украину (интеллигенция, военные беженцы). В межвоенный период благодаря, в первую очередь президенту Томашу Масарику, Чехия стала крупнейшим в Европе политическим, научным, культурным и духовным центром зарубежного украинства. Из Вены в Прагу был переведен Украинский свободный университет. В Чехии выходили украинские газеты, журналы, действовали издательства, средние и высшие учебные заведения, музеи, общества и тому подобное. В Праге жили и творили поэты Олесь, Е. Маланюк, О.Ольжич, художник В. Касиян и множество других представителей украинской культуры[4].
3. После завершения Второй мировой войны в Чехию прибывали военнослужащие сформированного в СССР 1-го Чехословацкого армейского корпуса, в котором преобладали жители межвоенной Закарпатской Украины, а также волынские чехи. Однако значительная часть украинской интеллигенции под угрозой репрессий со стороны местных коммунистических властей и СССР была вынуждена уехать дальше на Запад. Многие представители украинской эмиграции 20-30 гг. оставили Чехию также после ввода войск стран Варшавского договора во время событий Пражской Весны в августе 1968 года[4].
4. Современный этап формирования украинской общины в Чешской Республике происходил с начала 90-х годов прошлого века, по итогам которого множество украинцев стали прибывать на учебу в ВУЗы, либо работу в эту страну[5][6].

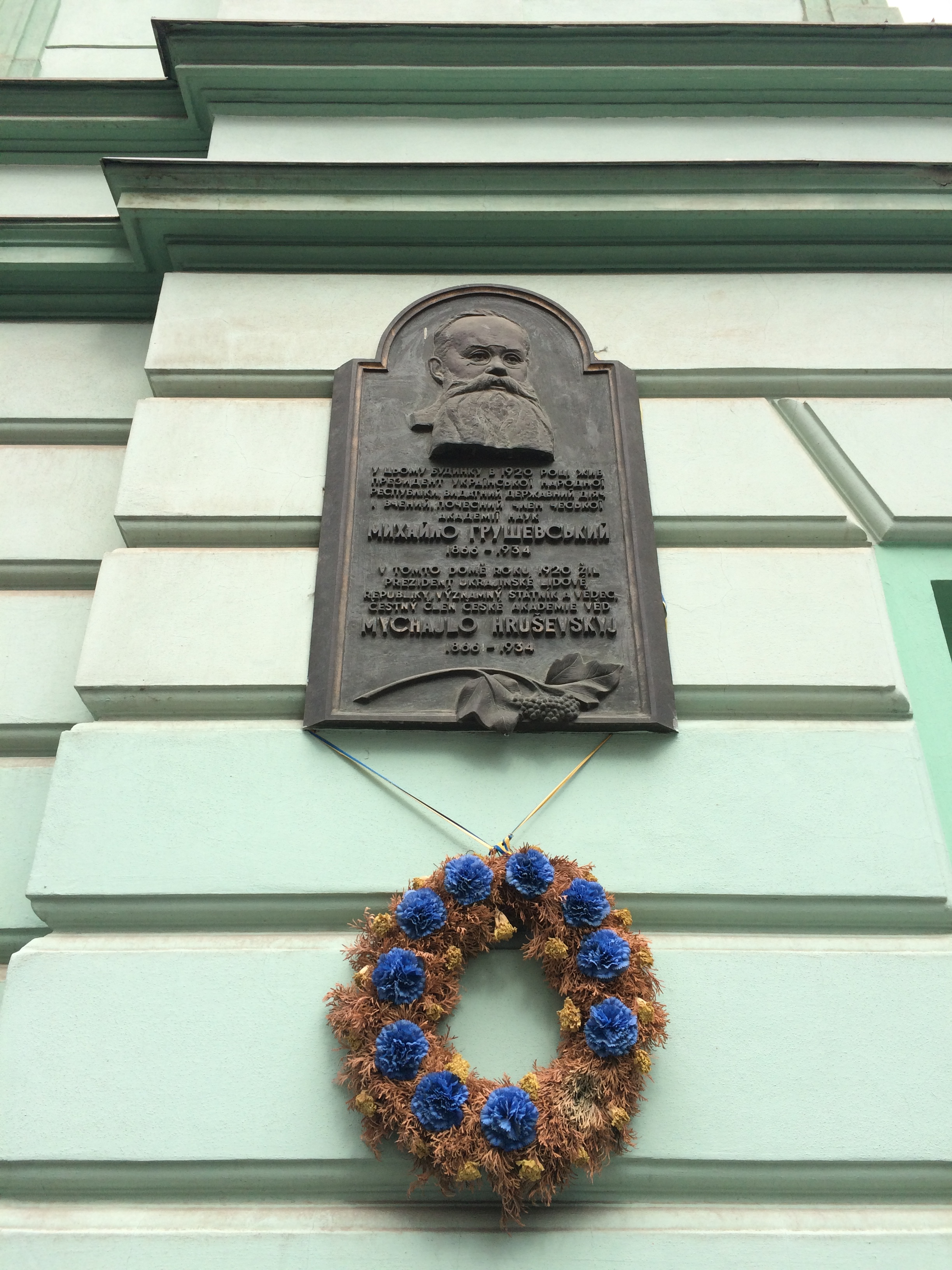
Памятная доска М. С. Грушевского в Праге

## Численность и расселение
Основу населения Чехии (95 %) составляют этнические чехи и мораване, говорящих на чешском языке. Среди иммигрантов самую многочисленную диаспору в Чехии составляют украинцы, которых по состоянию на 2016 год насчитывалось 53 253 или 0,5 процента от населения страны (во время предыдущей переписи населения в 2001 году таких было 22 112). Большинство «чешских» украинцев проживают, главным образом, в городах: Прага, Пльзень, Карловы Вары, Дечин, Брно, Пршеров, Острава и Хомутов.

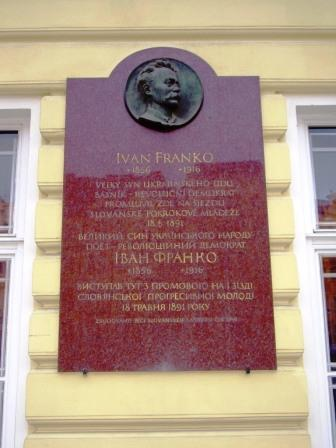
Мемориальная доска, посвященная Ивану Франко (Прага)

## Общественные организации
С целью реализации своих прав, сформулированных в чешском законе «О правах национальных меньшинств», принятом в 2001 году, гражданами Украины и украинской диаспорой создано несколько общественных организаций:
- Зарегистрированное объединение «Ассоциация украинцев в Чехии» (руководитель — П. Бубряк)
- Зарегистрированное объединение «Европейский конгресс украинцев» (самое новое общественное объединение в Чехии, с января 2020 г.; руководитель — Б. Райчинець)
- Зарегистрированное объединение «Миссия Украинской Православной Церкви в Чешской Республике» (руководитель — О. Шрамко)
- Зарегистрированное объединение «Украинская традиция в Чехии» (руководитель — Б. Райчинець)
- Международное объединение «Украинская свобода» (руководитель — Б. Костив)
- Международная неправительственная организация «Координационный ресурсный центр» (руководитель — О. Петренко)
- «Общество имени Ивана Кондура» — руководители Й. Клан, П. Новак, Л. Кондурова)
- «Объединение украинок в Чехии» (руководитель — М. Прокопюк)
- «Объединение украинцев и сторонников Украины в Чешской Республике» (самое старое общественное объединение в Чехии; руководитель — О. Мандова)
- «Родина» (руководитель — Й. Клымкович)
- «Рута» (руководитель — Л. Вихова)
- «Союз Украинцев Богемии» (руководитель — В. Роговый)
- «Украинские профсоюзы в Чехии» (руководитель — Т. Костюк)
- «Украинская инициатива в Чешской Республике» (руководитель — В. Райчинець)
- «Форум украинцев в Чехии» (руководитель — М. Зузук)

Кроме того, действуют две самостоятельные общественные организации, которые по своей сути являются чешскими творческими коллективами:
- Общество миграции украинцев в Чехии «Берегиня» (хор, руководитель — И. Дмитраш)
- Танцевальный «Коллектив Джерело» (руководитель — Д. Любачивська).

К главной деятельности международных организаций, в частности, «Координационного ресурсного центра» также относятся вопросы избирательного процесса в Украинской Республике и наблюдения за ним.